# Бирючий
Бирю́чий (рос. Бирючий) — селище у складі Панкрушихинського району Алтайського краю, Росія. Входить до складу Зятьковської сільської ради.

## Населення
Населення — 33 особи (2010; 75 у 2002).
Національний склад (станом на 2002 рік):
- росіяни — 95 %